# Oscar Hoppe (Schauspieler)
Oscar Hoppe (* 10. April 1996 in Dresden) ist ein deutscher Schauspieler.

## Leben
Oscar Hoppe ist der Sohn der Schauspielerin Josephine Hoppe und der Enkel des Schauspielers Rolf Hoppe. Er stand bereits als Kind und Jugendlicher auf der Theaterbühne, u. a. bei der Staatsoperette Dresden und 2011 bei den Zwingerfestspielen Dresden als Kurprinz Friedrich August II. in der Produktion Die Mätresse des Königs unter der Regie von Dieter Wedel.
Nach dem Abitur absolvierte Hoppe zunächst ein sechswöchiges Praktikum in Irland bei der internationalen Filmproduktion Die Pfeiler der Macht (Regie: Christian Schwochow) und wirkte anschließend bei verschiedenen Filmprojekten Schwochows als Regieassistent und Darsteller mit. 2015/2016 war er als Regieassistent bei Club Europa, dem Debütfilm der Regisseurin Franziska M. Hoenisch (Filmakademie Baden-Württemberg), der in Koproduktion mit der ZDF-Reihe „Das kleine Fernsehspiel“ entstand, tätig. Seit 2016 gehört er zum Ensemble des Hoftheaters Dresden.
Ab September 2016 studierte Oscar Hoppe Schauspiel an der Hochschule für Schauspielkunst „Ernst Busch“ Berlin. Während seines Studiums gastierte er u. a. am BAT Studiotheater und am Berliner Ensemble als Kreon in Die Antigone des Sophokles. 2019 gewann er den 2. Platz in der Kategorie „Chanson“ beim 48. Bundeswettbewerb Gesang in Berlin. Sein Schauspielstudium schloss er im Frühjahr 2020 ab.
Parallel zu seinem Studium stand Hoppe auch bereits für mehrere TV-Produktionen vor der Kamera. In der Fernsehserie Bad Banks (2018) hatte Oscar Hoppe in mehreren Folgen eine Nebenrolle als Student Emil und One-Night-Stand der Investmentbankerin Thao (Mai Duong Kieu). Es folgte 2019 neben Dennis Kamitz eine Nebenrolle als tatverdächtiger, pöbelnder Jugendlicher Mitch in der ZDF-Serie SOKO Leipzig. In der 16. Staffel der ZDF-Serie SOKO Wismar (2020) übernahm er eine der Episodenhauptrollen als Speditionsfahrer Thilo Nielsen, der gemeinsam mit seiner Schwester versucht, die väterliche Bienenzucht wiederaufzubauen. In der ZDF-Serie Blutige Anfänger (2020) hatte er eine Episodenhauptrolle als Kinovorführer Sören Gombrich, der unter Tatverdacht gerät. In der 19. Staffel der ZDF-Serie SOKO Köln (2020) übernahm er eine der Episodenhauptrollen als Comic-Fan und tatverdächtiger bester Freund eines tot aufgefundenen Informatikstudenten im Superheldenkostüm.
Seit der Spielzeit 2020/21 ist Hoppe Ensemblemitglied am Mecklenburgischen Staatstheater in Schwerin. 2021 gastierte er als Schüler Steven Meeks in Der Club der toten Dichter bei den Bad Hersfelder Festspielen.
In der 25. Staffel der ZDF-Serie SOKO Leipzig (2024) war Oscar Hoppe in einer Rolle als tatverdächtiger Sohn eines MPU-Beraters zu sehen.

## Filmografie (Auswahl)
- 2016: Mitten in Deutschland: NSU (Fernsehminiserie)
- 2018: Bad Banks (Fernsehserie)
- 2019: SOKO Leipzig (Fernsehserie, Folge Ranya)
- 2020: SOKO Wismar (Fernsehserie, Folge Für eine Handvoll Blüten)
- 2020: Blutige Anfänger (Fernsehserie, Folge Selfie, Mord und Totschlag)
- 2020: SOKO Köln (Fernsehserie, Folge Superhelden)
- 2021: Munich: The Edge of War
- 2023: Drifter
- 2024: SOKO Leipzig (Fernsehserie, Folge Um ein Haar)
- 2025: Morden im Norden (Fernsehserie, Folge Niemandsland)